# Psammoecus incommodus
Psammoecus incommodus es una especie de coleóptero de la familia Silvanidae.

## Distribución geográfica
Habita en Birmania, Malasia, Japón y Sri Lanka.